# Dragoș Grigore
Dragoș Grigore (Vaslui, 7 settembre 1986) è un calciatore rumeno, difensore del CSM Vaslui.

## Carriera

### Nazionale
Viene convocato per gli Europei 2016 in Francia.

## Statistiche

### Cronologia presenze e reti in nazionale
| Cronologia completa delle presenze e delle reti in nazionale ― Romania | Cronologia completa delle presenze e delle reti in nazionale ― Romania | Cronologia completa delle presenze e delle reti in nazionale ― Romania | Cronologia completa delle presenze e delle reti in nazionale ― Romania | Cronologia completa delle presenze e delle reti in nazionale ― Romania | Cronologia completa delle presenze e delle reti in nazionale ― Romania | Cronologia completa delle presenze e delle reti in nazionale ― Romania | Cronologia completa delle presenze e delle reti in nazionale ― Romania |
| Data                                                                   | Città                                                                  | In casa                                                                | Risultato                                                              | Ospiti                                                                 | Competizione                                                           | Reti                                                                   | Note                                                                   |
| ---------------------------------------------------------------------- | ---------------------------------------------------------------------- | ---------------------------------------------------------------------- | ---------------------------------------------------------------------- | ---------------------------------------------------------------------- | ---------------------------------------------------------------------- | ---------------------------------------------------------------------- | ---------------------------------------------------------------------- |
| 9-2-2011                                                               | Paralimni                                                              | Cipro                                                                  | 1 – 1                                                                  | Romania                                                                | Amichevole                                                             | -                                                                      |                                                                        |
| 27-1-2012                                                              | Aksu                                                                   | Turkmenistan                                                           | 0 – 1                                                                  | Romania                                                                | Amichevole                                                             | -                                                                      | 86’                                                                    |
| 2-2-2013                                                               | Malaga                                                                 | Polonia                                                                | 4 – 1                                                                  | Romania                                                                | Qual. Mondiali 2014                                                    | -                                                                      |                                                                        |
| 4-6-2013                                                               | Bucarest                                                               | Romania                                                                | 4 – 0                                                                  | Trinidad e Tobago                                                      | Amichevole                                                             | -                                                                      | 46’                                                                    |
| 5-3-2014                                                               | Bucarest                                                               | Romania                                                                | 0 – 0                                                                  | Argentina                                                              | Amichevole                                                             | -                                                                      |                                                                        |
| 31-5-2014                                                              | Yverdon                                                                | Albania                                                                | 0 – 1                                                                  | Romania                                                                | Amichevole                                                             | -                                                                      |                                                                        |
| 4-6-2014                                                               | Lancy                                                                  | Algeria                                                                | 2 – 1                                                                  | Romania                                                                | Amichevole                                                             | -                                                                      |                                                                        |
| 7-9-2014                                                               | Atene                                                                  | Grecia                                                                 | 0 – 1                                                                  | Romania                                                                | Qual. Euro 2016                                                        | -                                                                      |                                                                        |
| 11-10-2014                                                             | Bucarest                                                               | Romania                                                                | 1 – 1                                                                  | Ungheria                                                               | Qual. Euro 2016                                                        | -                                                                      | 80’                                                                    |
| 14-10-2014                                                             | Helsinki                                                               | Finlandia                                                              | 0 – 2                                                                  | Romania                                                                | Qual. Euro 2016                                                        | -                                                                      | 80’                                                                    |
| 14-11-2014                                                             | Bucarest                                                               | Romania                                                                | 2 – 0                                                                  | Irlanda del Nord                                                       | Qual. Euro 2016                                                        | -                                                                      |                                                                        |
| 18-11-2014                                                             | Bucarest                                                               | Romania                                                                | 2 – 0                                                                  | Danimarca                                                              | Amichevole                                                             | -                                                                      |                                                                        |
| 29-3-2015                                                              | Ploiești                                                               | Romania                                                                | 1 – 0                                                                  | Fær Øer                                                                | Qual. Euro 2016                                                        | -                                                                      |                                                                        |
| 13-6-2015                                                              | Belfast                                                                | Irlanda del Nord                                                       | 0 – 0                                                                  | Romania                                                                | Qual. Euro 2016                                                        | -                                                                      |                                                                        |
| 4-9-2015                                                               | Budapest                                                               | Ungheria                                                               | 0 – 0                                                                  | Romania                                                                | Qual. Euro 2016                                                        | -                                                                      |                                                                        |
| 7-9-2015                                                               | Bucarest                                                               | Romania                                                                | 0 – 0                                                                  | Grecia                                                                 | Qual. Euro 2016                                                        | -                                                                      |                                                                        |
| 8-10-2015                                                              | Bucarest                                                               | Romania                                                                | 1 – 1                                                                  | Finlandia                                                              | Qual. Euro 2016                                                        | -                                                                      |                                                                        |
| 11-10-2015                                                             | Tórshavn                                                               | Fær Øer                                                                | 0 – 3                                                                  | Romania                                                                | Qual. Euro 2016                                                        | -                                                                      |                                                                        |
| 17-11-2015                                                             | Bologna                                                                | Italia                                                                 | 2 – 2                                                                  | Romania                                                                | Amichevole                                                             | -                                                                      |                                                                        |
| 27-3-2016                                                              | Cluj-Napoca                                                            | Romania                                                                | 0 – 0                                                                  | Spagna                                                                 | Amichevole                                                             | -                                                                      |                                                                        |
| 29-5-2016                                                              | Torino                                                                 | Romania                                                                | 3 – 4                                                                  | Ucraina                                                                | Amichevole                                                             | -                                                                      |                                                                        |
| 3-6-2016                                                               | Bucarest                                                               | Romania                                                                | 5 – 1                                                                  | Georgia                                                                | Amichevole                                                             | -                                                                      |                                                                        |
| 10-6-2016                                                              | Saint-Denis                                                            | Francia                                                                | 2 – 1                                                                  | Romania                                                                | Euro 2016 - 1º turno                                                   | -                                                                      |                                                                        |
| 15-6-2016                                                              | Parigi                                                                 | Romania                                                                | 1 – 1                                                                  | Svizzera                                                               | Euro 2016 - 1º turno                                                   | -                                                                      | 76’                                                                    |
| 19-6-2016                                                              | Lione                                                                  | Romania                                                                | 0 – 1                                                                  | Albania                                                                | Euro 2016 - 1º turno                                                   | -                                                                      |                                                                        |
| 4-9-2016                                                               | Cluj-Napoca                                                            | Romania                                                                | 1 – 1                                                                  | Montenegro                                                             | Qual. Mondiali 2018                                                    | -                                                                      | cap.                                                                   |
| 8-10-2016                                                              | Erevan                                                                 | Armenia                                                                | 0 – 5                                                                  | Romania                                                                | Qual. Mondiali 2018                                                    | -                                                                      | cap.                                                                   |
| 11-10-2016                                                             | Astana                                                                 | Kazakistan                                                             | 0 – 0                                                                  | Romania                                                                | Qual. Mondiali 2018                                                    | -                                                                      | cap. 26’                                                               |
| 11-11-2016                                                             | Bucarest                                                               | Romania                                                                | 0 – 3                                                                  | Polonia                                                                | Qual. Mondiali 2018                                                    | -                                                                      | cap.                                                                   |
| 15-11-2016                                                             | Groznyj                                                                | Russia                                                                 | 1 – 0                                                                  | Romania                                                                | Amichevole                                                             | -                                                                      | cap.                                                                   |
| 5-10-2017                                                              | Ploiești                                                               | Romania                                                                | 3 – 1                                                                  | Kazakistan                                                             | Qual. Mondiali 2018                                                    | -                                                                      |                                                                        |
| 8-10-2017                                                              | Copenaghen                                                             | Danimarca                                                              | 1 – 1                                                                  | Romania                                                                | Qual. Mondiali 2018                                                    | -                                                                      |                                                                        |
| 9-11-2017                                                              | Cluj-Napoca                                                            | Romania                                                                | 2 – 0                                                                  | Turchia                                                                | Amichevole                                                             | -                                                                      |                                                                        |
| 24-3-2018                                                              | Netanya                                                                | Israele                                                                | 1 – 2                                                                  | Romania                                                                | Amichevole                                                             | -                                                                      |                                                                        |
| 27-3-2018                                                              | Craiova                                                                | Romania                                                                | 1 – 0                                                                  | Svezia                                                                 | Amichevole                                                             | -                                                                      | 83’                                                                    |
| 23-3-2019                                                              | Solna                                                                  | Svezia                                                                 | 2 – 1                                                                  | Romania                                                                | Qual. Euro 2020                                                        | -                                                                      | 72’                                                                    |
| 26-3-2019                                                              | Bucarest                                                               | Romania                                                                | 4 – 1                                                                  | Fær Øer                                                                | Qual. Euro 2020                                                        | -                                                                      | 85’                                                                    |
| 7-6-2019                                                               | Oslo                                                                   | Norvegia                                                               | 2 – 2                                                                  | Romania                                                                | Qual. Euro 2020                                                        | -                                                                      | 80’                                                                    |
| 5-9-2019                                                               | Bucarest                                                               | Romania                                                                | 1 – 2                                                                  | Spagna                                                                 | Qual. Euro 2020                                                        | -                                                                      |                                                                        |
| 7-9-2020                                                               | Vienna                                                                 | Austria                                                                | 2 – 3                                                                  | Romania                                                                | UEFA Nations League 2020-2021 - 1º turno                               | 1                                                                      | 47’                                                                    |
| Totale                                                                 |                                                                        | Presenze                                                               | 39                                                                     |                                                                        | Reti                                                                   | 1                                                                      |                                                                        |

## Palmarès

### Club

#### Competizioni nazionali
- Coppa di Romania: 1

Dinamo Bucarest: 2011-2012
- Supercoppa di Romania: 1

Dinamo Bucarest: 2012
- Supercoppa di Bulgaria: 2

Ludogorec: 2018, 2019
- Campionato bulgaro: 3

Ludogorec: 2018-2019, 2019-2020, 2020-2021